# إيف ليجراند
إيف ليجراند (4 فبراير 1935 رين فرنسا - ) هو لاعب كرة قدم فرنسي، يلعب كمهاجم.